# 京都みやこ信用金庫
京都みやこ信用金庫（きょうとみやこしんようきんこ）は、かつて京都府京都市伏見区にあった信用金庫。

## 歴史
京都市内では京都信用金庫・京都中央信用金庫に次ぐ勢力を誇っていた伏見信用金庫（通称:伏見信用）が全国有数の規模を誇る両金庫との競争力向上とバブル崩壊のダメージを規模の拡大により少しでも和らげるためさらなる体質強化が必要と考え、1993年（平成5年）11月に比較的小規模な西陣信用金庫と対等合併（実態は吸収合併であるが）をして成立した。
預金高約1兆円の巨大信金として誕生したものの、効率面で両金庫に劣る上に旧西陣信用金庫の財務内容が予想以上に悪く足を引っ張る形となり、経営状態は悪化の一途をたどった。2000年（平成12年）1月14日に経営破綻し、京都中央信用金庫に事業譲渡された。